# 锈毛楼梯草
锈毛楼梯草（学名：Elatostema monandrum f. ciliatum）为荨麻科楼梯草属异叶楼梯草下的一个变型。

## 扩展阅读
- 維基物種上的相關：锈毛楼梯草